# 松平忠昭 (藤井松平家)
松平 忠昭（まつだいら ただあき）は、丹波国亀山藩主。官位は従五位下・玄蕃頭、伊賀守。伊賀守流藤井松平家2代、同家の亀山藩主としても2代目となる。

## 略歴
初代藩主・松平忠晴の次男として誕生した。幼名は千太郎。
正保2年12月（1646年）、嫡出の兄忠俊が早世するが、忠昭は幼少のため、藤井松平宗家から従兄の忠栄が嫡子として迎えられた。しかし寛文6年（1666年）、忠栄は廃嫡され、忠昭が嫡子となって将軍徳川家綱に初御目見した。寛文7年（1667年）、父の隠居により忠昭が家督を相続した。
男子が全て夭逝していたため、父の遺命に従って異母弟の忠周を嗣子とする。天和3年（1683年）に没した。法号は勇哲存秀晋光院。墓所は京都府京都市左京区の光明寺。
死の半年ほど前に男子が出生した。後の忠隆である。忠昭の死後、家督を巡って家臣間の権力抗争が生じたが、結局は父・忠晴の遺命どおりの家督相続となった。

## 系譜
父母
- 松平忠晴（父）
- 大野木氏 - 側室（母）

正室
- 栄昌院 - 松平忠国の娘

側室
- 柘植氏

子女
- 松平忠隆（四男） 生母は柘植氏
- 広橋兼廉室

養子
- 松平忠周 - 実弟